# Lars Peter Forsman
Lars Peter Forsman är en fiktiv romanfigur skapad av Leif G.W. Persson, som förekommer i flera av hans verk.

## Romaner
- 1978 - Grisfesten
- 2003 - En annan tid, ett annat liv (nämnd)

## Filmer och TV-serier
- 1991 - Goltuppen (spelad av Thorsten Flinck)